# Jóslat (Cseh Tamás-album)
A Jóslat Cseh Tamás 1981-ben bemutatott, az 1983/84 évadban a  Katona József Színházban játszott műsora majd albuma, ez utóbbi felvétele 1984-ben készült.  A műsor nem pontosan egyezik a lemez programjával. A lemezen szereplő dalok 1970 és 1981 között születtek; az album szövegeit itt is – egy kivételével -  Bereményi Géza írta. Az 1990-es Új dalokig ez tekinthető a Cseh-Bereményi szerzőpáros utolsó közös munkájának.

## Az album dalai
1. Jóslat (1976)
2. Glong-glong-glong (1981)
3. A 74-es év (1975)
4. A legjobb viccek (1975)
5. Gyerekkorom (1973)
6. Biblia (1976)
7. Az égboltsapkájú (1972)
8. Az első fénykép (1970)
9. Pécs (1976)
10. A vidéki rokon (1981)
11. Sohase láttam... (1971)
12. Fűszálszobám (1970)
13. A furulyás ember (1981)

## Közreműködők
- Zene: Cseh Tamás, Másik János, Novák János
- Szöveg: Bereményi Géza, Weöres Sándor[4] (Égboltsapkájú)

Ének, gitár: 
- Cseh Tamás

további zenészek:
- Gallai Péter, Németh Alajos, Németh Gábor, Horányi Sándor, Gémesi Katalin, Bóna János, Bükki Mátyás, Vígh Lajos, Belej Ferenc, Hőna Gusztáv, Balogh Sándor

## A szövegkönyv
A színházi műsor teljes szövegkönyve megjelent Kelet-nyugati pályaudvar címmel 1993-ban a T-Twins kiadó gondozásában. A kötetben együtt szerepel a Frontátvonulás (1979), a Jóslat (1981) és a Nyugati pályaudvar (1992) szövege. A műsornak későbbi szabad változata a 2003-as Jóslat a Metrón. A szövegkönyv szerint a műsorban elhangzó dalok (zárójelben a hivatalosan meg-nem-jelentek):
- A vidéki rokon
- Jóslat
- (E város lakói valamit titkolnak előlem)
- (Pártkísérletünk belépett...)
- (Harmatos reggelen)
- (Álmom egy ház [Kós Ildikó])
- A hetvennégyes év
- Soltész Baba
- Hajdútánc
- Biblia
- Kerti ünnepély
- Tanár úr
- (Még mielőtt meghibbannék)
- (Mert minden késő ősszel)
- Hát a régi úton tovább
- Jóslat
- Pridem
- (a Vidéki rokon utolsó sorai)

## Kritikák
- Kerényi Grácia: Jóslat – Cseh Tamás-est a Katona József Színházban, Színház, 1984. július;[5]